# Duang
Duang (đọc là Toang, âm Hán Việt khả thi là đuông) là một từ mới tiếng Trung đã trở thành một từ mới được lan truyền mặc dù ý nghĩa của nó là không rõ ràng. Nó đã trở thành một hashtag phổ biến trên Sina Weibo với hơn 8.000.000 đề cập đến đầu tháng 3 năm 2015. Chữ này gồm chữ Thành đứng trên chữ Long.
Chữ Duang không tồn tại trong bất kỳ từ điển tiếng Trung nào và không được mã hóa trong Unicode, nhưng đã được tạo ra từ hai chữ sử dụng cho tên sân khấu tiếng Trung Jackie Chan, Thành Long (Trung văn giản thể: 成龙; Trung văn phồn thể: 成龍; bính âm: Chéng Lóng, có nghĩa là "trở thành một con rồng"), xếp chồng lên nhau.